# Stigmatisation

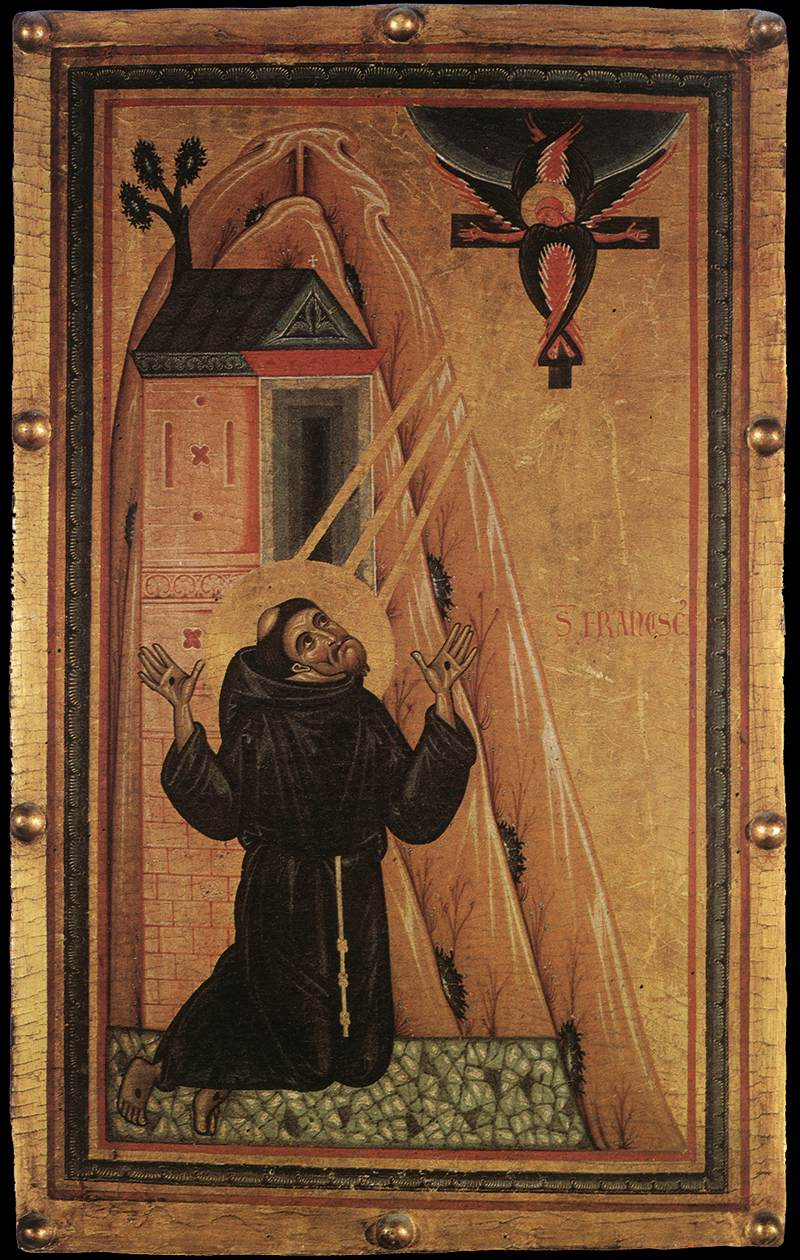
Der hl. Franziskus von Assisi empfängt die Stigmata, 13. Jahrhundert

Stigmatisation (von griechisch στίγμα stigma, deutsch ‚Stich, Stigma, Zeichen‘; lateinisch für ‚Brandmal‘) bezeichnet das Auftreten von Wunden am Körper eines lebenden Menschen, die aus einer spezifischen religiösen Haltung als Wundmale Christi gedeutet werden. Die entsprechenden Male werden als Stigmata (singular: Stigma), Menschen, bei denen Stigmatisation auftritt, als Stigmatisierte bezeichnet.

## Beschreibung
Stigmatisation umfasst verschiedene Formen des Auftretens von Wunden, die aus einer spezifischen religiösen Haltung als Wundmale Christi gedeutet werden. Es wird einerseits von körperlich auftretenden und von Dritten wahrnehmbaren Stigmata berichtet, andererseits soll es Formen geben, in denen ein für Dritte nicht wahrnehmbarer Schmerz auftritt.
Die einschlägige Literatur unterscheidet verschiedene formale Ausgestaltungen der Stigmatisation:
- die imitative, bei der mehr oder minder alle während der überlieferten Kreuzigung zugefügten Wunden Jesu in Erscheinung treten sollen,
- die figürliche, bei der die Stigmata die Form des Kreuzes, des sogenannten Heiligsten Herzen Jesu oder ähnliches annehmen würden,
- die epigraphische, bei der Buchstaben durch Wunden oder Schmerzempfinden als Male auftreten sollen,
- die ringförmige, deren Erscheinen für die „mystische Hochzeit mit Christus“ stehe.

Die auftretenden Male gelten als nicht therapierbar, sollen aseptisch sein und zu keiner Wundinfektion führen. Meist sollen sie periodisch in Zeiten, die liturgisch mit der Passion verbunden sind, bluten.

## Begriffsgrundlage
In der Antike bezeichnete man mit στίγμα ein Mal oder eine Tätowierung, die als Schmuck oder Zeichen der Stammeszugehörigkeit dienten. Bei Tieren, Gefangenen und Sklaven kennzeichnete ein Stigma die Eigentumsverhältnisse. Sklaven konnten nach Flucht oder wegen anderer Vergehen mit Stigmata als Form der Brandmarkung bestraft werden. Im Kontext der griechischen Religion zeugten Stigmata von der Zugehörigkeit zu einem Tempeldienst und der Weihung ihres Trägers an eine bestimmte Gottheit.
Stigmatisation ist im Alten ebenso wie im Neuen Testament unbekannt.
- Positiv konnotiert ist in der Tora ein „Erinnerungsmal“ hebräisch טוֹטָפֹת ṭoṭafot, das an der Hand und am Kopf angebracht werden und an die Zugehörigkeit zum Judentum erinnern soll (Ex 13,16 EU). Dabei handelt es sich wahrscheinlich nicht um eine Tätowierung, sondern um eine Art Schmuckstück, etwa als Stirnband, Anhänger, Diadem. Traditionelle jüdische Auslegung interpretiert ṭoṭafot als Tefillin.[3]
- Für einen Toten soll man keine Einschnitte auf dem Körper anbringen und keine Zeichen einritzen lassen (Lev 19,28 EU).
- Deuterojesaja prophezeite (Jes 44,5 EU), dass Menschen sich der Gemeinde Israels anschließen werden und das zum Ausdruck bringen, indem sie sich z. B. einen neuen Namen zulegen oder „Für JHWH“ auf ihre Hand schreiben, Claus Westermann kommentiert: „so wie in der Antike der Sklave den Namen seines Herrn in die Hand einritzte“.[4]
- In eschatologischem Zusammenhang wird ein auf die Stirn geschriebener Buchstabe Taw von Ezechiel erwähnt (Ez 9,4 EU), in der Septuaginta ist allgemein von einem „Zeichen“ an der Stirn die Rede.[5] Die Johannesoffenbarung im Neuen Testament greift das Motiv auf (Offb 13,16-17 EU).
- Paulus schrieb in seinem Brief an die Galater: „In Zukunft soll mir niemand Schwierigkeiten bereiten! Denn ich trage die Malzeichen (στίγματα stígmata) Jesu an meinem Leib.“ (Gal 6,17 ZB), wobei unsicher ist, wie Paulus diese Bemerkung gemeint hat. Das maßgebliche Wörterbuch des neutestamentlichen Griechisch gibt für στίγμα die Wortbedeutungen „Brandmal, Malzeichen“ und erläutert Gal 6,17: „Pls spielt wohl auf die Narben u. Wunden an, d. er sich im Dienste Jesu zugezogen hat.“[6] Einige Exegeten denken hier an eine Tätowierung, ein Eigentumszeichen, womit sich Paulus zum Sklaven Christi gemacht hätte. Diese Deutung wird aber vom Kontext nicht unterstützt. Vermutlich wurde Paulus bei der Missionsarbeit misshandelt; diese Verletzungen waren so schwer, dass er deshalb Rücksichtnahme erwartete. „Eine Gleichartigkeit mit den Todeswunden Jesu, mit der Annagelung und der Durchbohrung, ist indes nicht gemeint“, so der katholische Neutestamentler Udo Borse.[7]

Diese biblischen Texte entfalteten in der mittelalterlichen franziskanischen Passionsfrömmigkeit eine eigene Wirkungsgeschichte. Die paulinische Erwähnung eines Malzeichens (Gal 6,17) und das aus der Johannesoffenbarung stammende Motiv eines Siegelabdrucks (Offb 13,16–17) führen zu der Vorstellung, die Haut des gemarterten Christus sei mit Wunden quasi tätowiert und wie ein Pergament mit einer heiligen Schrift beschrieben, „die der Gläubige in der imitatio Christi nachzubuchstabieren hat, um seine eigene Haut zu retten.“

## Geschichte
Die Anzahl der Träger mit den sichtbaren und spontan blutenden Wundmalen dürfte 100 nicht überschreiten; der Arzt Franz Lothar Schleyer wies 1948 für eine medizinische Studie knapp 70 gesicherte Fälle nach. Fast immer zeigen (meist sehr junge) Frauen dieses Phänomen; manchen Autoren gelten Franziskus und Pater Pio sogar als die einzigen männlichen Stigmatisierten. Im evangelischen Raum ist das Phänomen sehr selten (2 bis 3 Fälle), aus den orthodoxen Kirchen sind Fälle von Stigmatisation nicht bekannt.

### Mittelalter

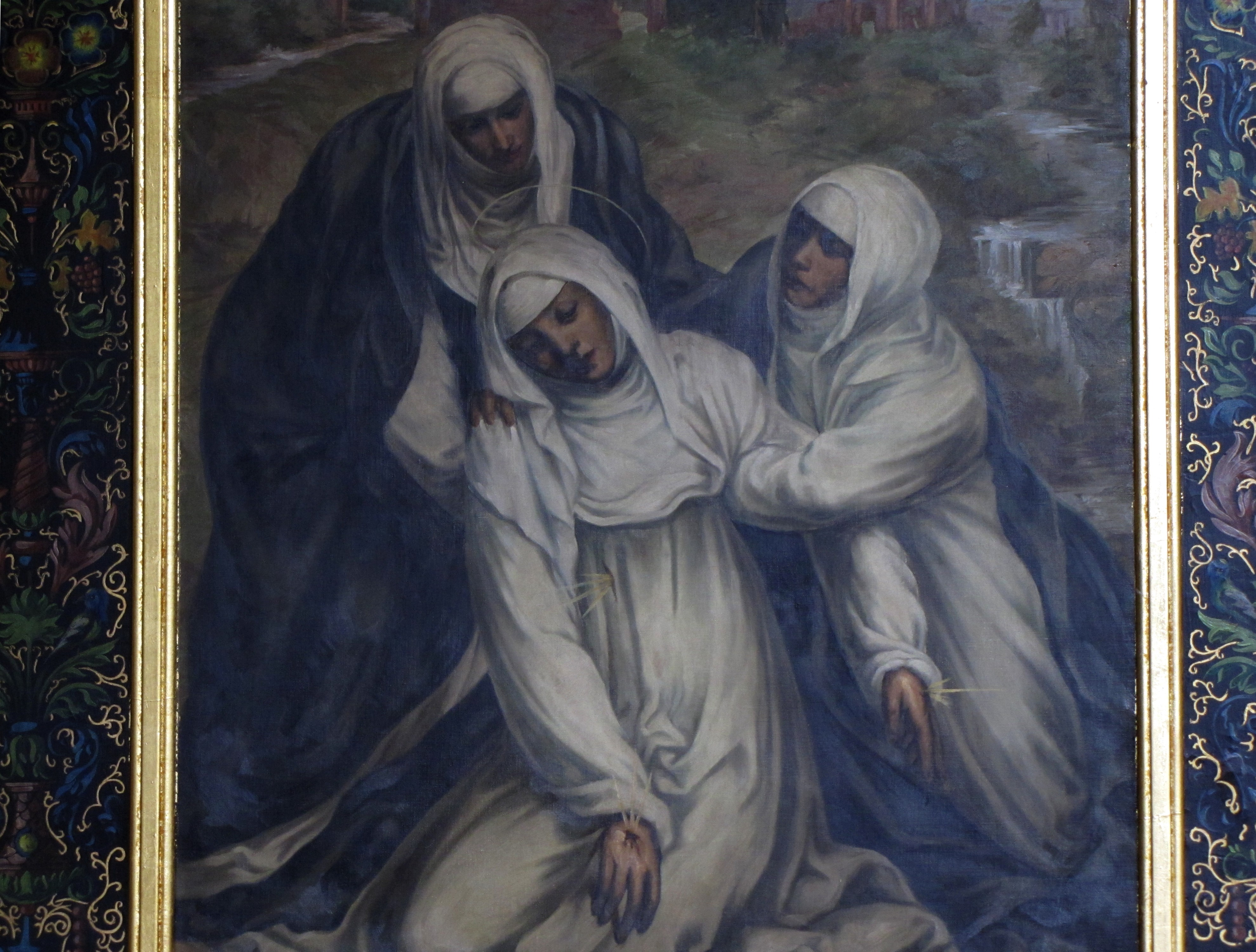
Die hl. Katharina von Siena erleidet eine Ohnmacht, als sie die Stigmata empfängt. Altarbild von Robert Kuven in St. Pantaleon im elsässischen Munchhausen

Erstmals kam es im späten Frühmittelalter, insbesondere in der Zeit um das Jahr 1000 und später, zu mehreren Fällen von Selbststigmatisation, mit denen teils aus echter Frömmigkeit die passio Christi nacherlebt werden sollte, die teils aber schlichter Betrug waren.
Der erste von der römisch-katholischen Kirche anerkannte Fall von Stigmatisation ist der des von der römisch-katholischen Kirche als Heiliger verehrten Franz von Assisi. Seine Stigmatisation soll sich am 14. September 1224 ereignet haben, wurde aber erst mit seinem Tode bekannt. Die erste Frau, die Stigmata erhalten haben soll, war Christina von Stommeln (1242–1312), deren Reliquien sich heute in Jülich befinden; am Schädel der Seliggesprochenen sind Spuren zu sehen, die als Spuren einer Dornenkrone gedeutet werden.
In der Folgezeit gab es vermehrt Berichte über Stigmatisationen, die seither im römisch-katholischen Raum als ein wichtiger Bestandteil körperlicher Erfahrungen der christlichen Mystik angesehen wurden. Die Angabe der Zahl der Stigmatisierten schwankt je nach Autor zwischen 100 und über 330, da genaue Kriterien fehlen, was unter Stigmatisation zu verstehen sei. Es soll auch Stigmatisierte geben, bei denen die Wundmale zwar empfangen wurden, aber verborgen bleiben; dazu zählt man unter anderem Katharina von Siena und Gertrud von Helfta.

### 19. Jahrhundert bis Gegenwart

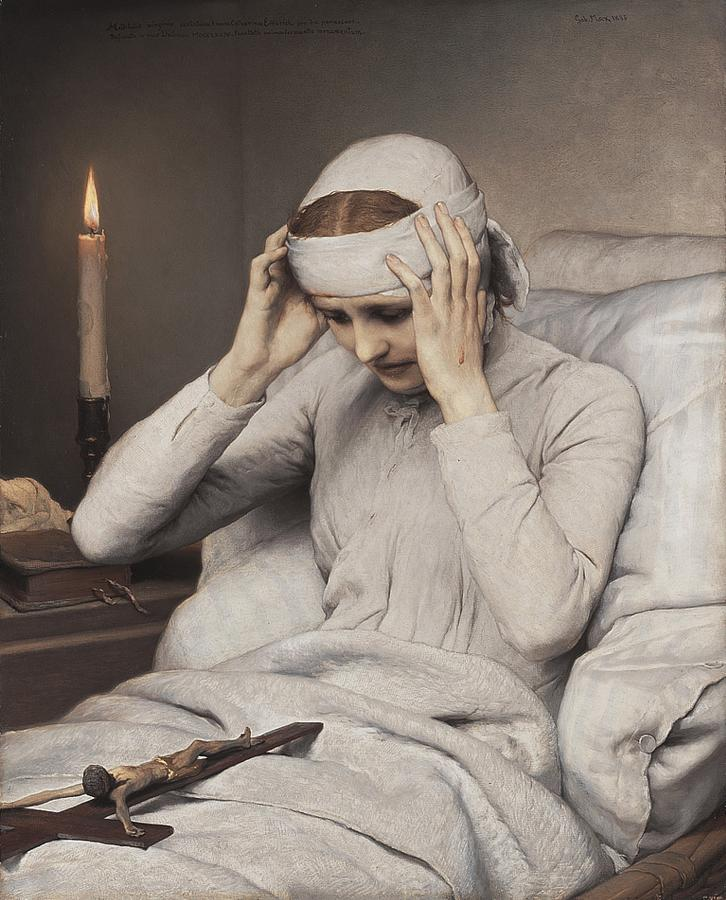
Anna Katharina Emmerick, Gemälde von Gabriel von Max, 1885

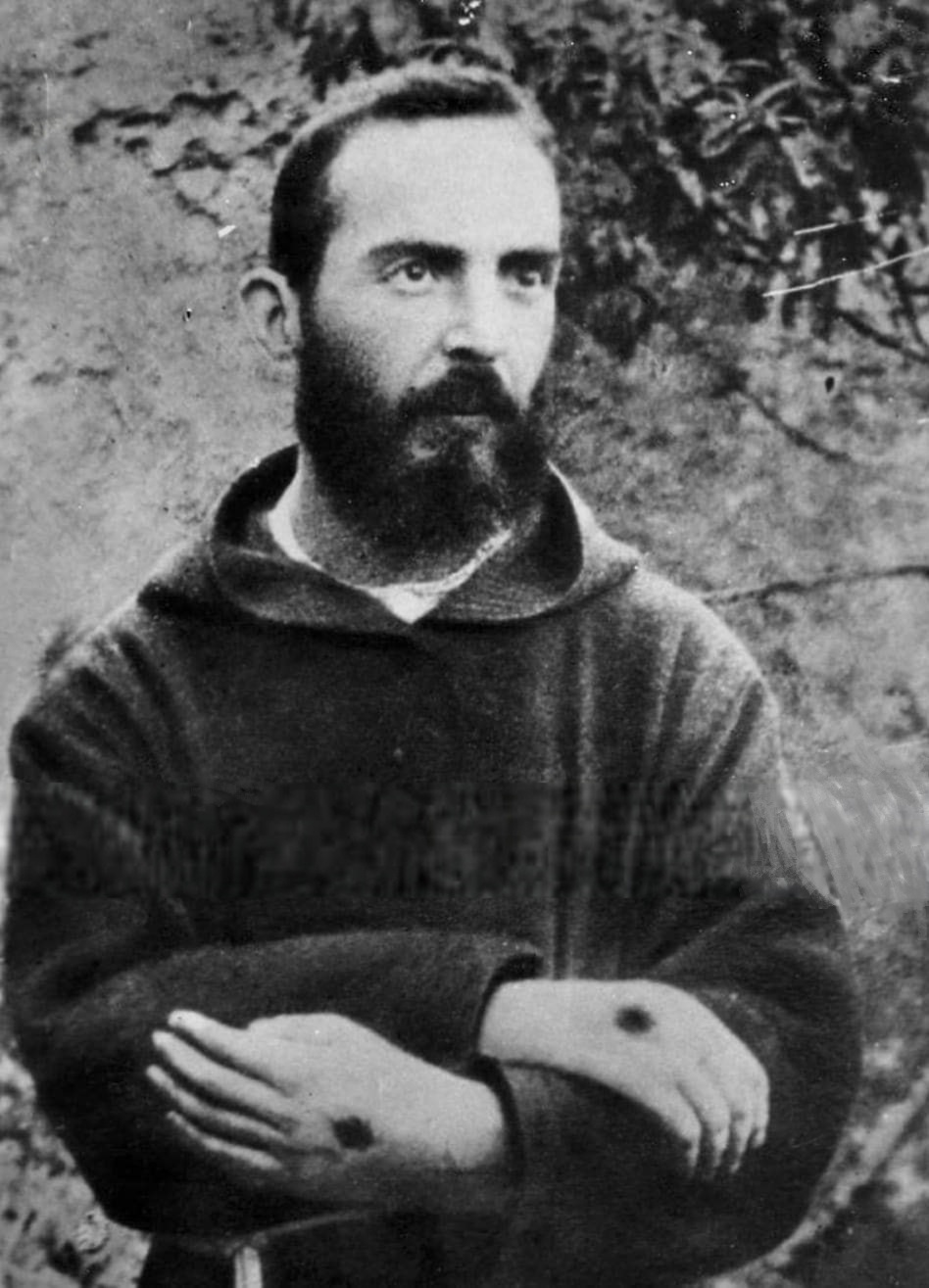
Padre Pio mit Stigmata, Foto von 1919

Zu den bekannten Stigmatisierten in neuerer Zeit zählen Anna Katharina Emmerick, Maria von Mörl, Therese Neumann aus Konnersreuth, Juliana Weiskircher, Pater Pio und Marthe Robin. Bekannte zeitgenössische Stigmatisierte sind der italienische Ordensmann Bruder Elia (* 1962), die griechisch-katholische Syrerin Myrna Nazzour (* 1964) und die indische Ordensfrau Mariam Thresia Chiramel Mankidiyan, die im Oktober 2019 heiliggesprochen wurde.

Im 19. Jahrhundert sei Stigmatisation meist in „stereotypen Konstellationen“ aufgetreten, schreibt die Medizinhistorikerin Clara Wurm. Bei den Stigmatisierten habe es sich meist um Frauen aus der ländlichen Unterschicht gehandelt, mit geringer Schulbildung, starker Verwurzelung im katholischen Glauben und frühem Interesse für Mystik, verbunden mit ebenfalls früher Kränklichkeit, weshalb sie am normalen gesellschaftlichen oder klösterlichen Leben kaum hätten teilhaben können. Die Stigmatisation, verbunden mit weiteren Phänomenen wie Ekstase, Visionen, Nahrungslosigkeit, habe diesen Frauen überregionale Bekanntheit und die Möglichkeit gegeben, als Mystikerinnen gesellschaftlich akzeptiert zu werden.

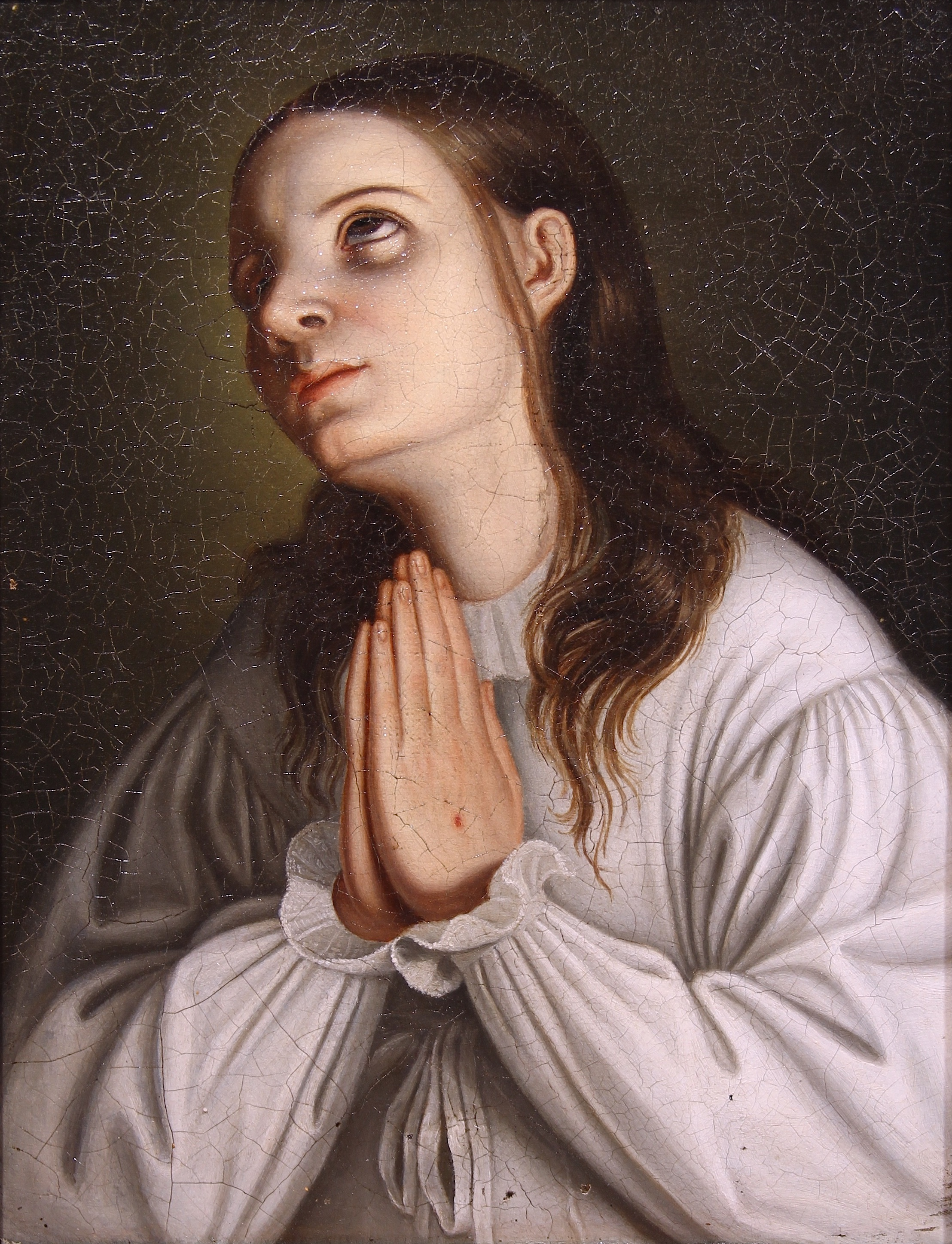
Maria von Mörl mit Handstigmata

Einige der neuzeitlichen Stigmatisierten wurden mehrfach von Medizinern untersucht, um eine Selbstbeibringung ihrer Wunden auszuschließen. Beispielsweise wird berichtet, Handwunden von Anna Katharina Emmerick seien fest verbunden und von einer Kommission Tag und Nacht beobachtet worden, ohne dass sich an ihren Blutungen etwas geändert habe. Louise Lateau ist einer der am besten dokumentierten Stigmatisationsfälle, da sie von sehr vielen Ärzten untersucht wurde; ihre Stigmata sollen an Freitagen geblutet haben. Rudolf Virchow wollte das Angebot, „eine Observation zu veranstalten“, allerdings nur zu seinen eigenen Bedingungen annehmen und sich nicht „in Verhältnisse begeben, deren Besonderheiten ich nicht zu übersehen vermag“.
Wurm merkt kritisch an, dass den stigmatisierten Frauen zugemutet wurde, sich allerlei schmerzhaften Experimenten zu unterwerfen, um ihre Frömmigkeit und die Echtheit ihrer Erfahrung zu dokumentieren. Der katholische Arzt und Ordinarius Ferdinand Lefebvre verabreichte Louise Lateau Stromstöße im Gesicht, da sie dies ertragen konnte, war die Erscheinung seiner Meinung nach übernatürlich. Wie schon aus Hexenprozessen bekannt, wurden Stigmatisierte Nadelproben unterzogen, Lefebrve erklärte dazu: „Man könnte behaupten, dass sie (Louise Lateau) das Recht, sich selbst zu besitzen, verloren hat; sie ist Gemeingut geworden, gehört allen; ein Ding, was jeder nach Lust und Laune untersuchen kann.“ Die ärztlichen Methoden seien von Kirchenvertretern gebilligt worden, denen an einem wissenschaftlichen Wunderbeweis gelegen war. Wurm führt aus, allen Ansätzen der medizinischen Auseinandersetzung mit dem Phänomen sei gemeinsam, dass eine fürsorgliche und respektvolle Annäherung an die „fraglos kranken Frauen“ ebenso wie eine therapeutische Zuwendung kaum stattgefunden habe. Die stigmatisierten Frauen hätten für die Ärzte des 19. Jahrhunderts eine „bizarre Herausforderung“ dargestellt, an der sie aber letztlich gescheitert seien.

## Kirchliche Beurteilung
Bei der Heiligsprechung des Franz von Assisi benannte Papst Gregor IX. die Stigmatisation als entscheidendes Argument. Darauf folgte eine Gegenbewegung, klassisch ausgedrückt in dem Werk von Prospero Lambardini (Papst Benedikt XIV.) De servorum Dei beatificazione et beatorum canonzatione (2. Aufl. 1843): Stigmatisation allein ist kein Grund für eine Heiligsprechung.
Die römisch-katholische Kirche begegnete dem Phänomen der Stigmatisation im 20. Jahrhundert zuletzt zurückhaltend. Im Prinzip ist der kirchliche Glaube offen für die Möglichkeit von Wundern, im Einzelfall seien jedoch, so der Theologe Andreas-Pazifikus Alkofer ODFMConv, der biographische Kontext und die Intentionen des Stigmatisierten zu untersuchen, bevor ein übernatürlicher Vorgang angenommen werden könne. Bei der Deutung sei von einer „Spannweite zwischen Autosuggestion und Charisma“ auszugehen.
Dreizehn Stigmatisierte wurden von der römisch-katholischen Kirche heilig- und einige weitere seliggesprochen. Die römisch-katholische Kirche wertet eine Stigmatisation nicht automatisch als übernatürlich oder als Erweis von Heiligkeit, denn sie sei streng genommen „eine außergewöhnliche Manifestation dessen, was an jedem Getauften geschieht“: Die Eingliederung und das Einswerden mit dem gekreuzigten Herrn Jesus Christus. Bei Selig- und Heiligsprechungen wurden Stigmata entweder nicht oder nur am Rande erwähnt. Weder von der katholischen Kirche noch von den orthodoxen Kirchen gibt es lehramtliche Aussagen zum Phänomen der Stigmatisation.
Otto Weiß zufolge gibt es in jüngster Zeit wieder einen Trend in die Gegenrichtung, der sich in den Seligsprechungen von Padre Pio und Anna Katharina Emmerick zeige. Die Entwicklung gehe dahin, „dass in der katholischen Kirche einer eher aufgeklärten Phase ein verstärkter Wunderglaube folgt, der sich auch auf die Beurteilung von Stigmatisierten auswirkt.“

## Erklärungsversuche

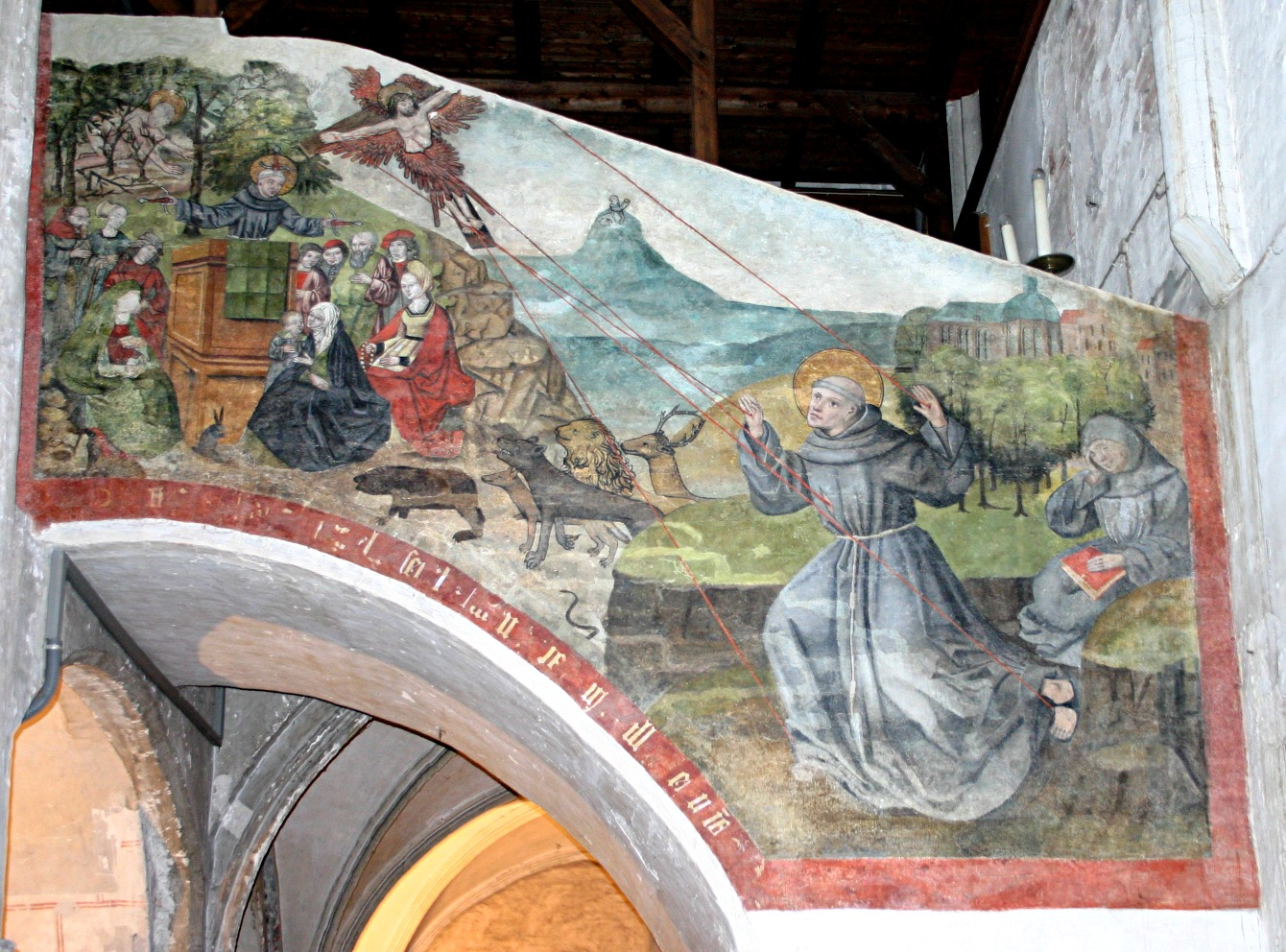
Fresko der Stigmatisation des hl. Franz von Assisi in St. Katharinen in Lübeck

Einige Mediziner und Theologen gehen von einer überwiegend natürlichen, psychogenen Ursache der Stigmatisation aus. Eine aus der Psychiatrischen Klinik der Universität München stammende aktuelle Interpretation eines Untersuchungsberichtes aus dem Jahre 1927 über Therese Neumann kommt zu dem Ergebnis, die Stigmata seien im Rahmen einer psychosomatischen Symptombildung auf dem Hintergrund intensiver religiöser Phantasien spontan, das heißt ohne Manipulation, entstanden. Untersuchungen zeigten, dass durch Hypnose immer wiederkehrende Unterhautblutungen entstehen und nicht heilende Wunden wieder verschwinden können.
Möglicherweise ist die Stigmatisation verwandt mit dem Blutschwitzen und Blutweinen, bei denen eine natürliche Ursache gesichert scheint. Bei diesen Phänomenen treten allerdings keine offenen Wunden auf, sondern das Blut tritt direkt über die unverletzte Haut aus, so wie es auch bei einigen Stigmatisierten von Blutungen der Stirn- und Kopfhaut berichtet wird.
Umstritten sind allerdings physische Mechanismen. Beispielsweise wird behauptet, dass offene Wunden über viele Jahre hinweg (bei Pater Pio sogar 50 Jahre lang) nicht heilten, sich aber auch nicht entzündeten oder eiterten und dies medizinisch nicht erklärt werden könne. Aus der medizinischen Anwendung von Dauerkathetern ist bekannt, dass die Infektionsanfälligkeit bei dauerhaften und tiefen Verletzungen der Haut von Patient zu Patient sehr unterschiedlich ist. Es gibt Fälle, bei denen über Jahre oder Jahrzehnte hinweg keinerlei entzündliche Veränderungen auftreten. Für einen Blutfluss entgegengesetzt der Schwerkraft, wie es z. B. bei Anna Katharina Emmerick behauptet wird, sowie ähnliche paranormale Phänomene fehlen objektive Beweise.
Handstigmata sind in der Regel auf der Handinnenseite oder dem Handrücken zu sehen. Es gilt heute jedoch als wahrscheinlich, dass bei antiken Kreuzigungen der Nagel in der Nähe der Handwurzel zwischen Elle und Speiche des Unterarms eingeschlagen wurde. Interessant hierbei ist, dass die Wunden bei Stigmatisierten meist so auftreten, wie die Annagelung Jesu am Kreuz in diesem Kulturkreis künstlerisch dargestellt wird. Zeigt ein Kulturkreis also Kreuzeswunden Jesu am Handrücken, dann haben die Personen dort Wunden am Handrücken. Werden hingegen Wunden an den Gelenken dargestellt, treten sie dort auf.
Langjährige Untersuchungen der Frankfurter Universitätsklinik für Psychiatrie, Psychosomatik und Psychotherapie in Zusammenarbeit mit der Philosophisch-Theologischen Hochschule Sankt Georgen kamen zu dem Ergebnis, dass Stigmata vielfach die Folge von „dissoziativen Identitätsstörungen“ seien, d. h. die Verletzungen werden von einem abgespaltenen Teil der Persönlichkeit selbst zugefügt und können deshalb nicht erinnert werden.

## Filme
Das Thema der Stigmatisation wurde in mehreren Filmen aufgegriffen:
- Agnes – Engel im Feuer (1985)
- Stigmata (1999)
- Padre Pio (2000)
- Der Exorzismus von Emily Rose (2005)
- Das Gelübde (2007)
- Vikings (2013)
- The Divine Fury (2019)